# Villavega de Castrillo

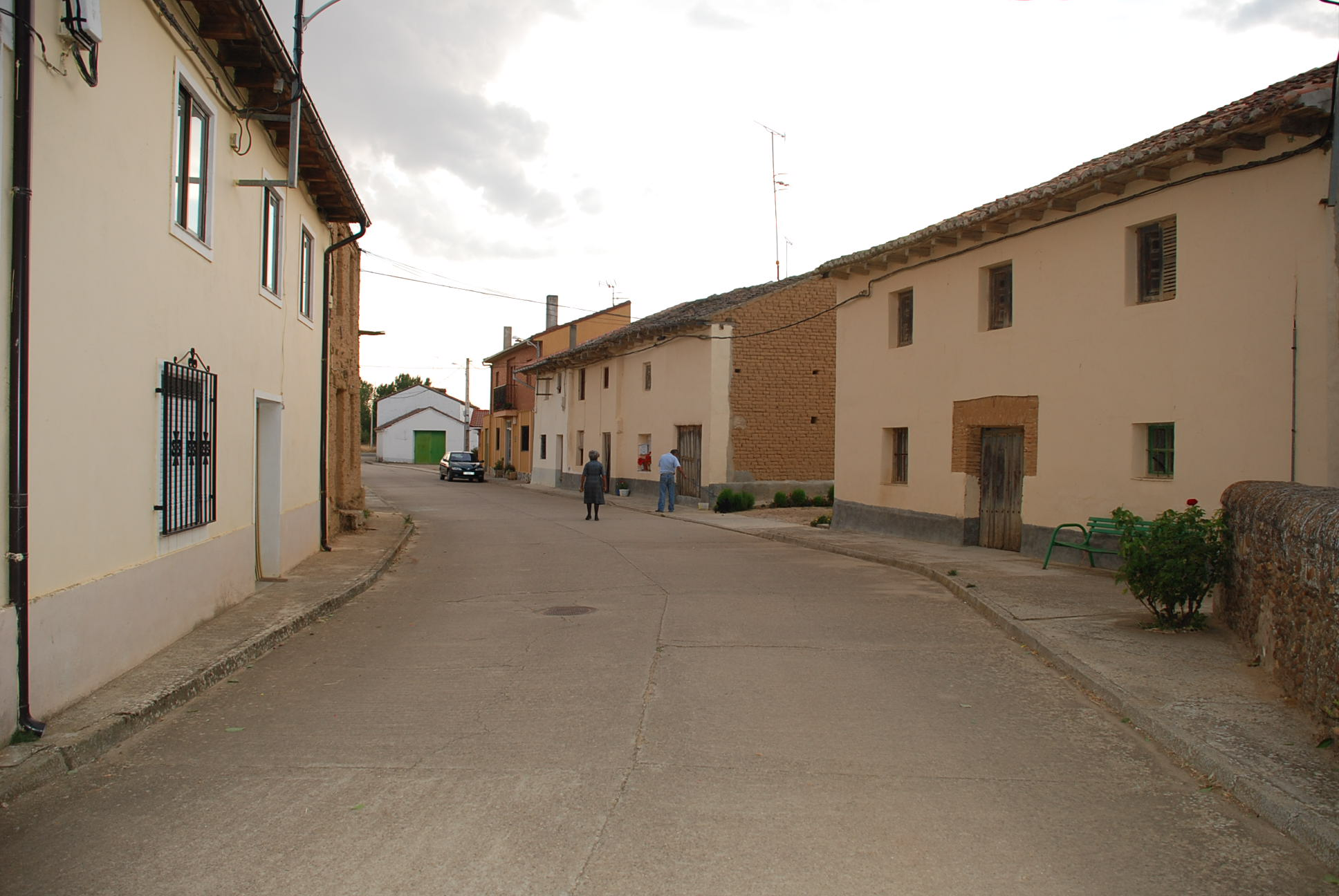
Vista General de la Calle Real en Villavega de Castrillo.

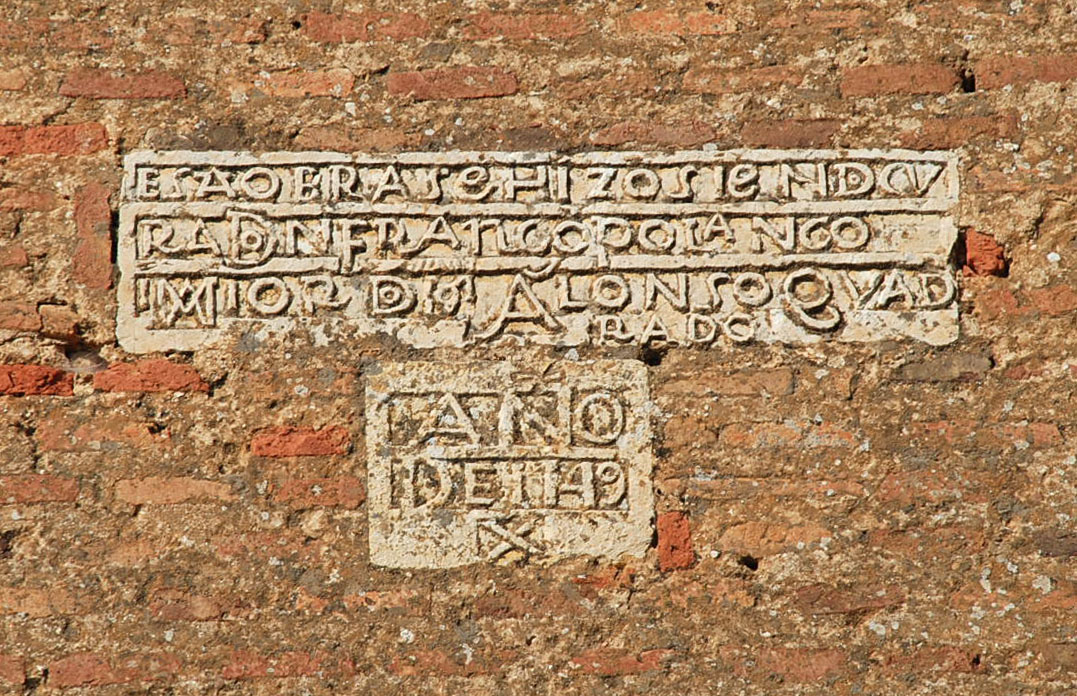
Lápida fundacional de la Iglesia de San Andrés Apóstol en Villavega de Castrillo.

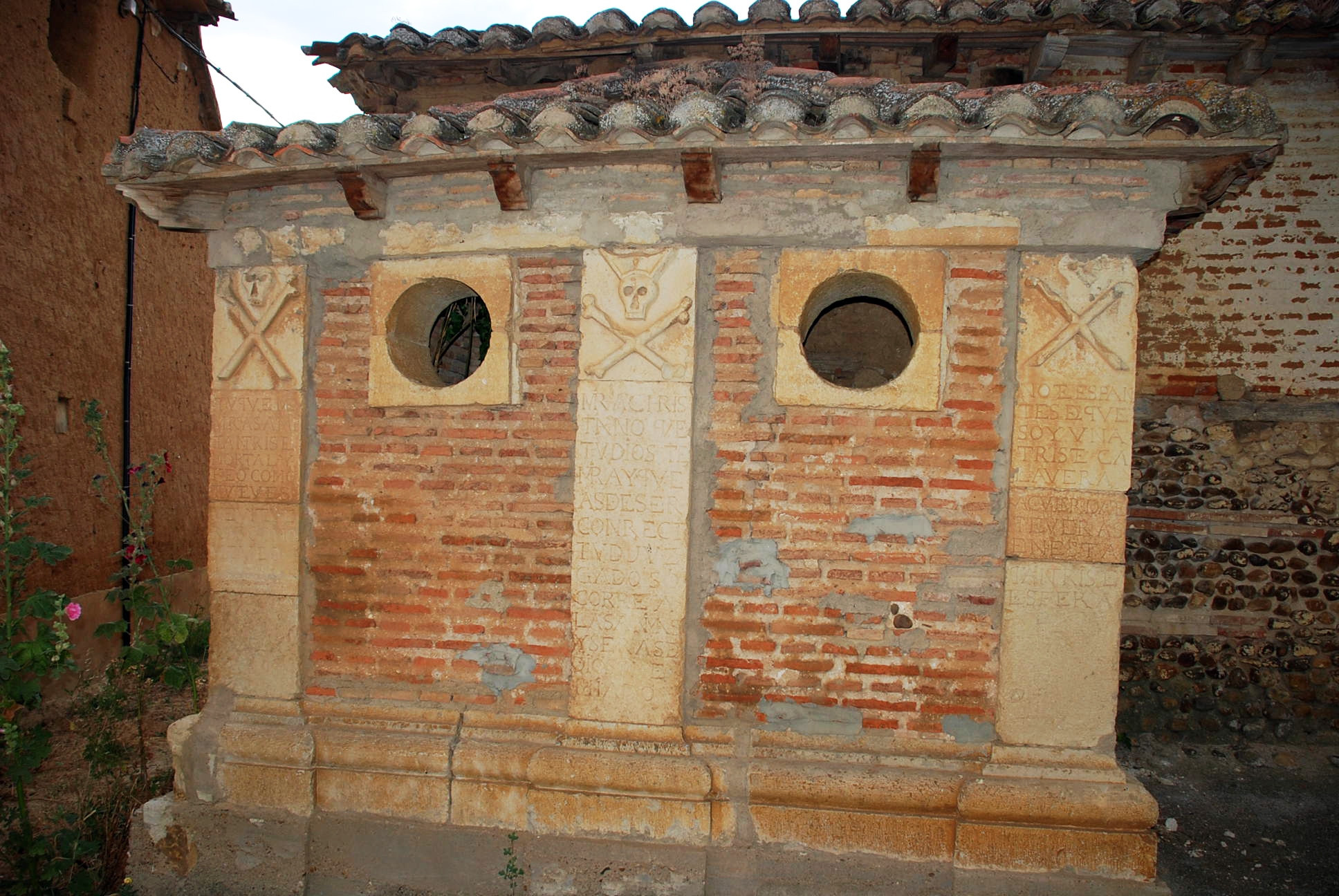
Osario de la Iglesia de San Andrés Apóstol en Villavega de Castrillo.

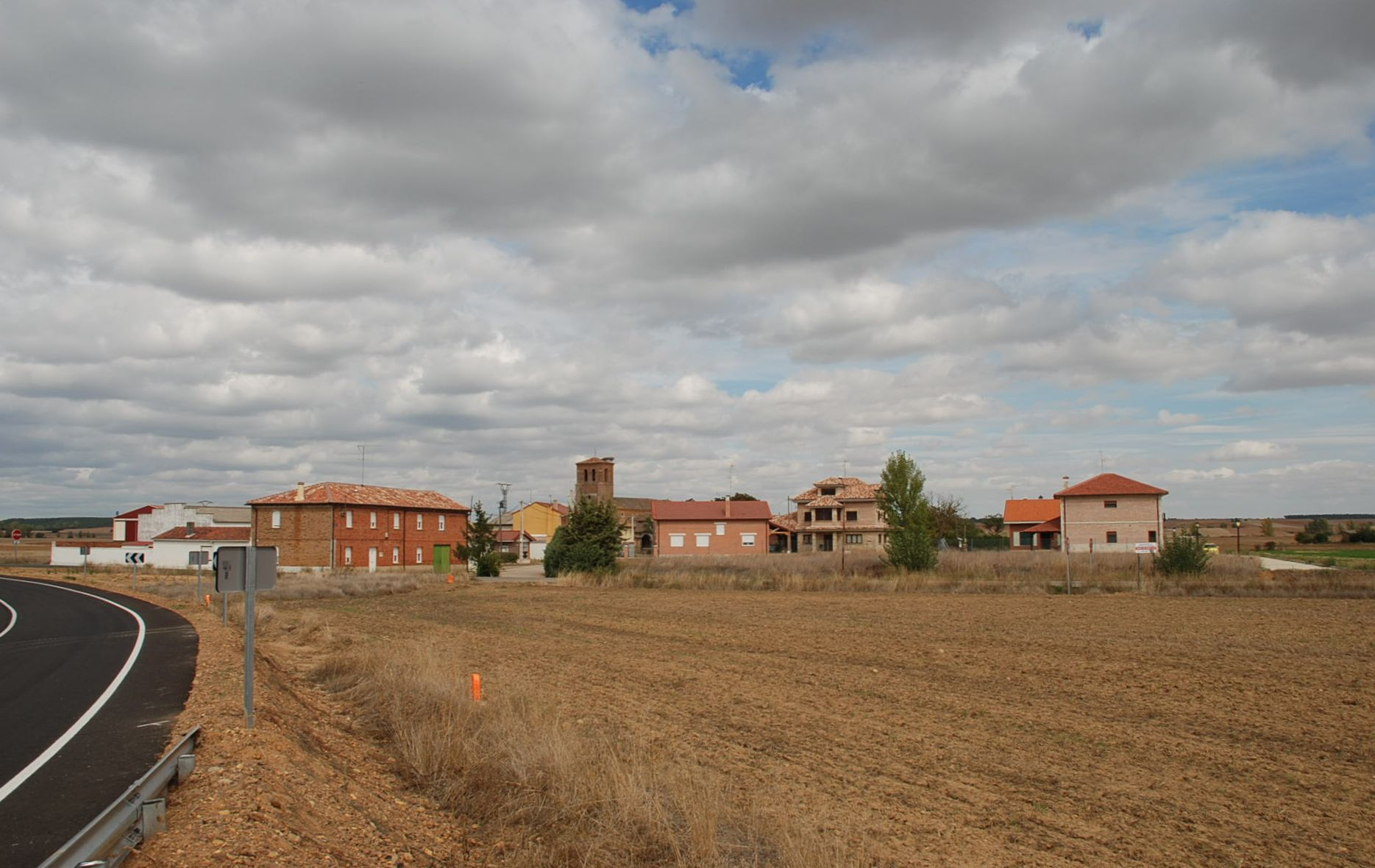
Vista de Villavega desde el puente Canto de Castrillo.

Villavega de Castrillo es una localidad del municipio de Castrillo de Villavega, en la provincia de Palencia, comunidad autónoma de Castilla y León, España. Situada en la confluencia entre la comarca de la Vega-Valdavia y la comarca de la Tierra de Campos, esta pequeña villa se encuentra en la margen izquierda del Río Valdavia. 
La configuración del caserío trascurre a lo largo de la Calle Real que viene como prolongación de un antiguo camino desde Santa Cruz de Boedo y a partir de la cual se pueden ver algunos ejemplos de casas solariegas con algún dintel labrado. En los últimos años, se ha declarado como urbanizable toda una manzana que ha permitido el desdoblamiento del pueblo.

## Economía local
Agricultura, ganadería.

## Historia
La primera mención relativa a Villavega queda recogida en una donación efectuada en el año 905 por el magnate Osorio Díaz, acaso emparentado con la casa condal de los Banu Gómez de Saldaña, si bien no parece que se trate de uno de los hijos del conde Diego Muñoz del mismo nombre, habida cuenta de la fecha en la que se produce la donación. Este hecho quedó recogido en la confirmación que el rey Alfonso VI efectúa en la persona del abad Gonzalo, en el año 1068. El tal Osorio Díaz, objeto de la donación en cuestión, tuvo que ser una persona muy poderosa en la zona del Valdavia medio, habida cuenta el volumen de lo donado, ya que manda que si muriere sin sucesión, sea para el Monasterio de San Benito de Sahagún, todo cuanto tiene en Riacos, (lugar próximo a Vega de Riacos), Navafría, (existe un Navafría en la comarca de La Sobarriba en la provincia de León, pero podría referirse, por la cercanía del resto de lugares enumerados, a Villafría de la Peña), Tablares, al que se refiere como Tablales, Cornón de la Peña, Arenillas de San Pelayo, al que se refiere como Arenillas de Don Feles, Villaeles, al que se refiere como Villa de Don Feles, el actualmente despoblado de Villa Ramnio, Villabasta, al que se refiere como Villa Abasta, el despoblado de Villa Tello, Arenillas de Nuño Pérez, a la que se refiere como Arenillas de Villa Nuño, Villanuño de Valdavia, al que se refiere como Villa de D. Nuño, el despoblado de Villa Hanne (no sabemos si se corresponde con el pago de Villahán de Yuso o Villahán de Suso), Villavega a la que se refiere como Villa Vajca, Castrillo de Villavega, al que se refiere como Castrillo de Hevia, el actualmente no identificado despoblado de Villa Meoguti y Polvorosa, a la que se refiere como Polvosera junto al río o arroyo de Agera, identificado como el actual río Valdavia.
En 1204, dentro del primer testamento de Alfonso VIII en 1204 se ordena la entrega del Castillo de Castrillo de Villavega, unos 300 años después de la fundación de este monumento, a la Orden Militar de San Juan de Jerusalén, conocida como Orden del Hospital, la cual se encargaría de velar por la seguridad en el vado del río Valdavia a la altura de Villavega.
Según el historiador Gonzalo Martínez Díez, durante la Edad Media pertenecía a la Merindad menor de Monzón, Meryndat de Monçon, aunque no figura su descripción en el libro Becerro de las Behetrías de Castilla.

## Patrimonio

### Iglesia de San Andrés Apóstol
Iglesia de origen románico, conservándose en la parte posterior de la misma una cabeza toscamente labrada que data de esta época. Su fábrica actual es de estilo mudéjar renacentista, conservándose en la parte de la cabecera de la iglesia, una lápida en la que se puede leer:
- ESTA OBRA SE HIZO SIENDO CURA DON FRANCISCO POLANCO MAYORDOMO ALONSO QUADRADO

Y debajo otra pequeña lápida con la fecha de la misma:
- AÑO DE 1449

En el exterior destaca tanto su portada renacentista coronada por un remarcable artesonado mudéjar, como el crucero que la antecede, en el que se encuentran talladas imágenes de la pasión de Cristo.
En el interior destaca una talla románica de los siglos XII o XIII. También dos imágenes de los siglos XVII y XVIII de Santa Bárbara y San Sebastián respectivamente. Todas estas imágenes junto con varios objetos de plata y un portaviático fueron sustraídos de esta parroquia en 1980, siendo recuperadas posteriormente.

### Osario deciochesco
En el exterior de la parroquia de San Andrés Apóstol. Compuesto de por una edificación de una sola estancia soportada por tres pilares profusamente decorados con calaveras e inscripciones alusivas a lo efímero de la vida. Estas columnas enmarcan dos vanos circulares que acceden al interior del osario. Empezando por la izquierda, las inscripciones dicen lo siguiente:
- TV QVE ME MIRAS A MI TAN TRISTE MORTAL Y FEO COMO TV TE VES ME VI TE VERAS COMO ME VEO
- MIRA CHRISTIANO QVE TV DIOS TE MIRA Y QVE AS DE SER CON RECTITVD JVZGADO SOCORRE A LAS ANIMAS Y SERAS DE DIOS PREMIADO
- NO TE ESPANTES DE QVE SOY VNA TRISTE CALAVERA ACVERDATE TE VERAS EN ESTA TAN TRISTE ESFERA

## Galería de imágenes

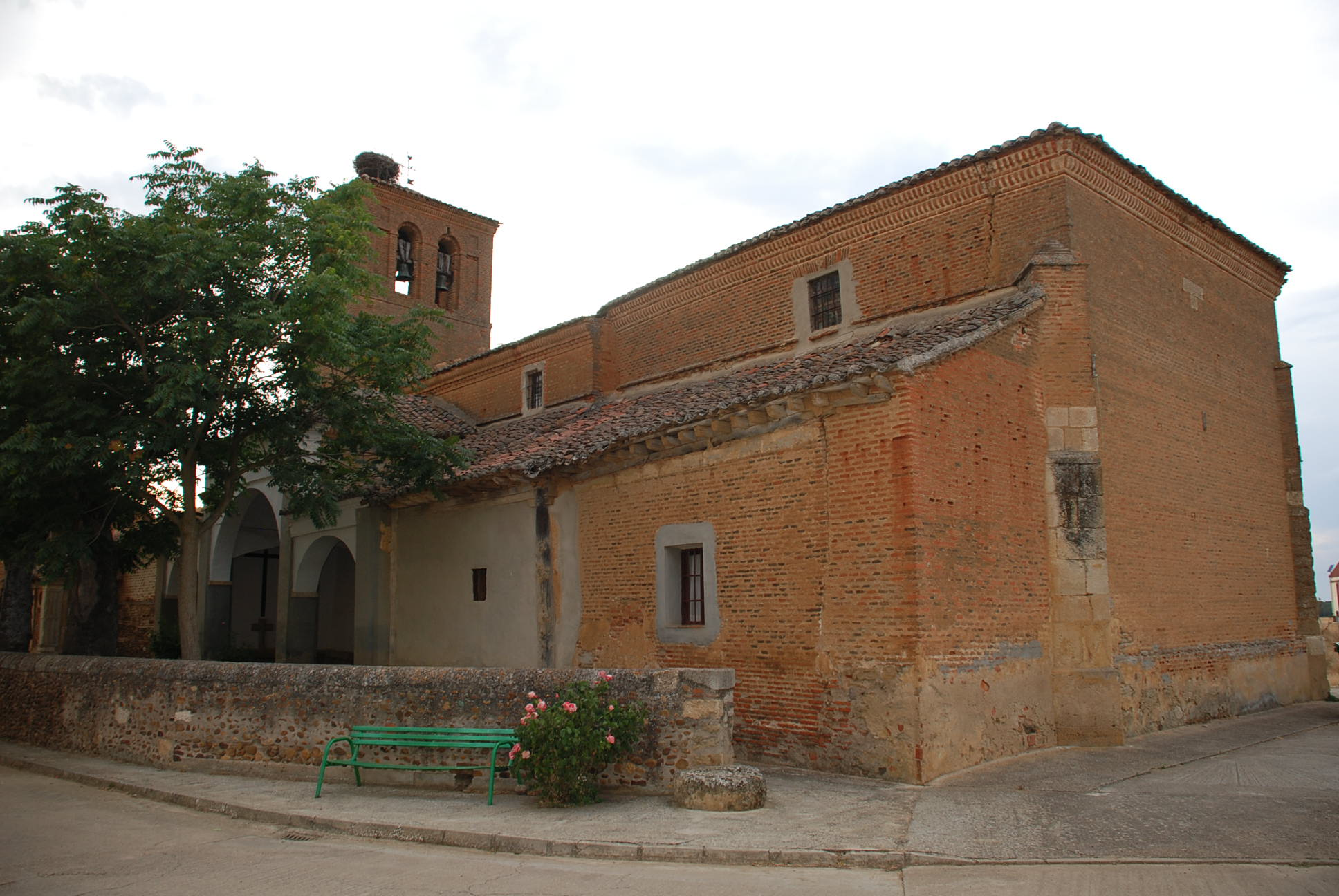
Vista de la cabecera de la Iglesia de San Andrés Apóstol en Villavega de Castrillo (Palencia, Castilla y León).
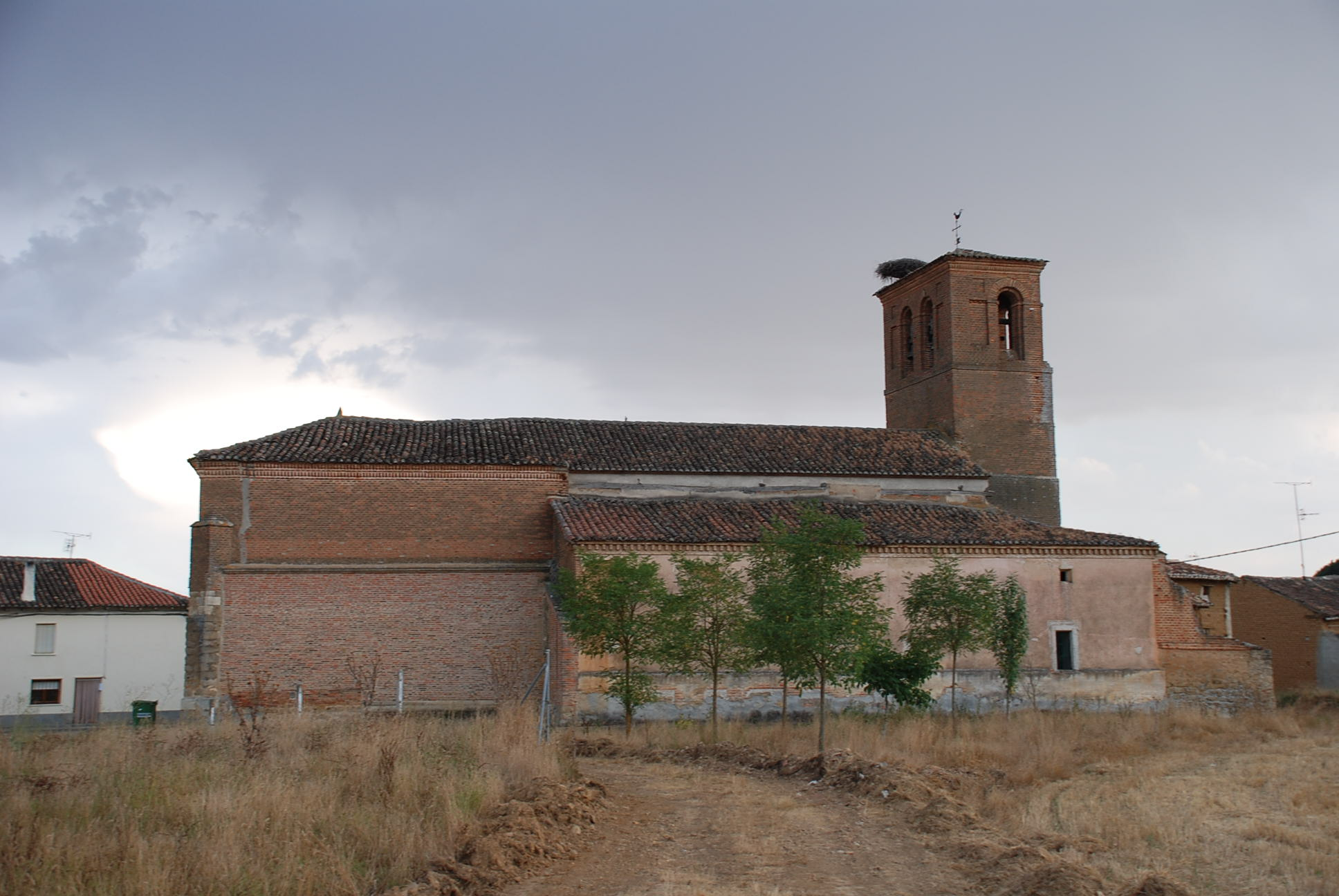
Vista desde el Norte de la Iglesia de San Andrés Apóstol en Villavega de Castrillo (Palencia, Castilla y León).
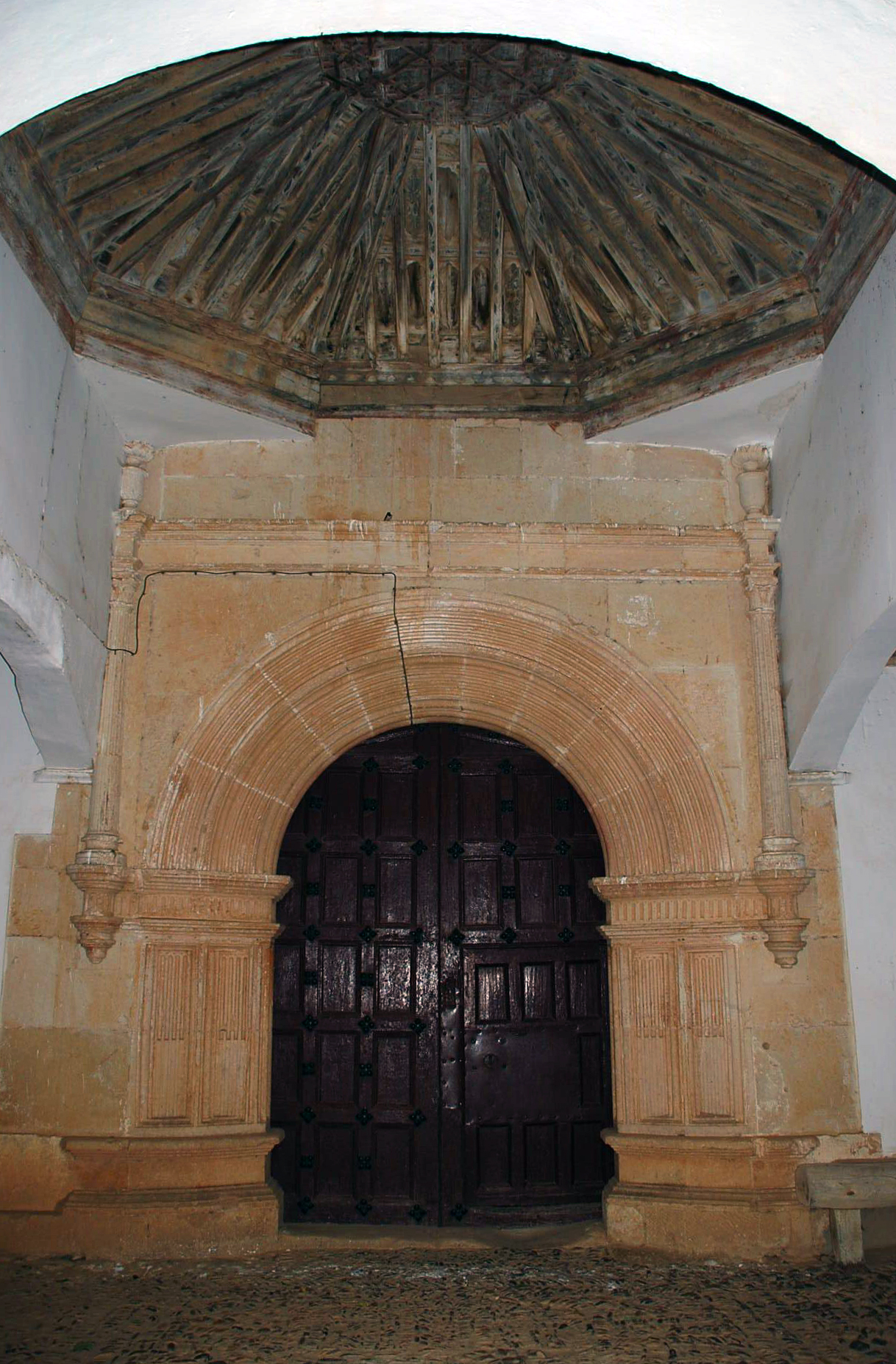
Portada renacentista de la Iglesia de San Andrés Apóstol en Villavega de Castrillo (Palencia, Castilla y León).
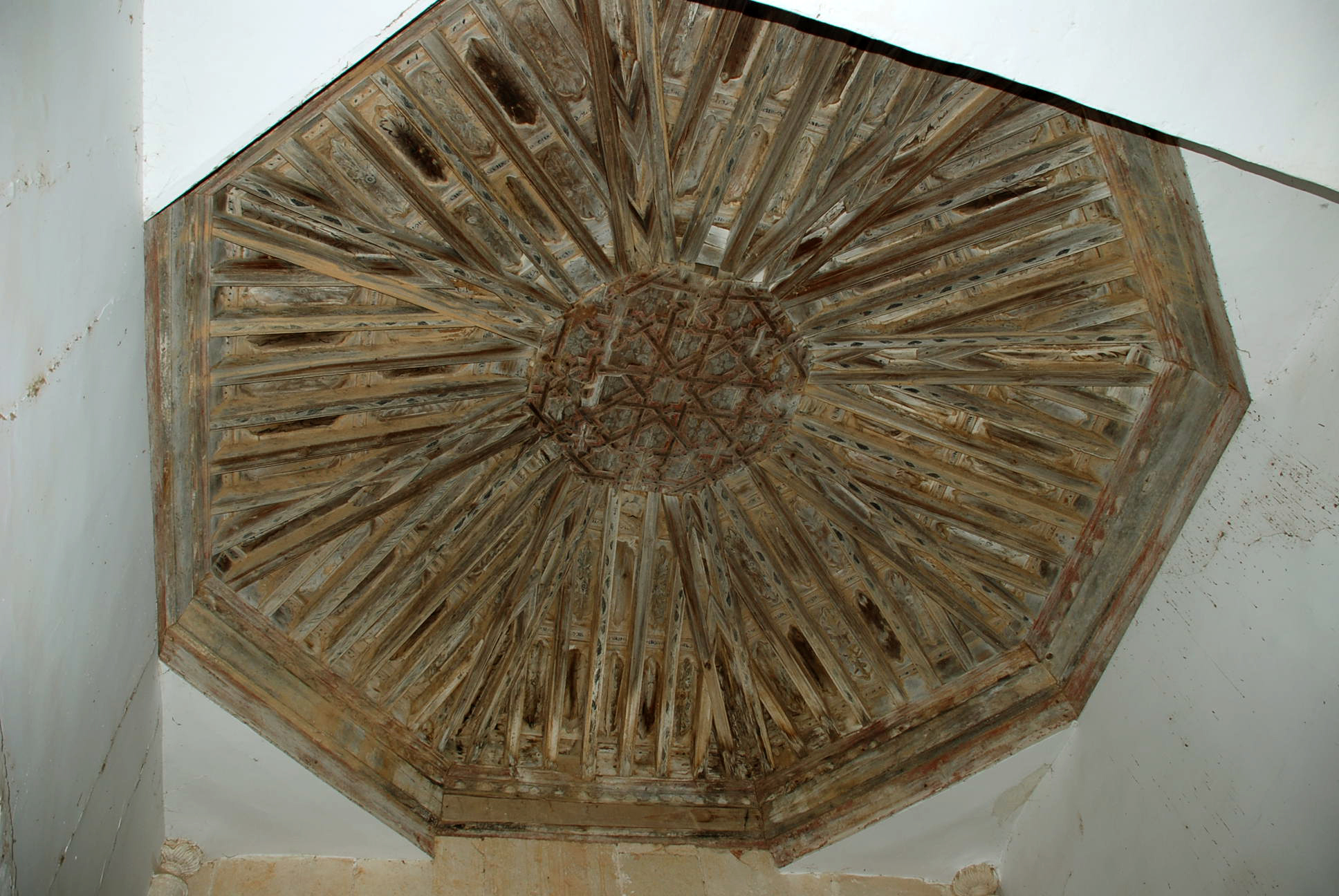
Detalle de la bóveda Mudéjar sobre el pórtico de la Iglesia de San Andrés Apóstol en Villavega de Castrillo (Palencia, Castilla y León).
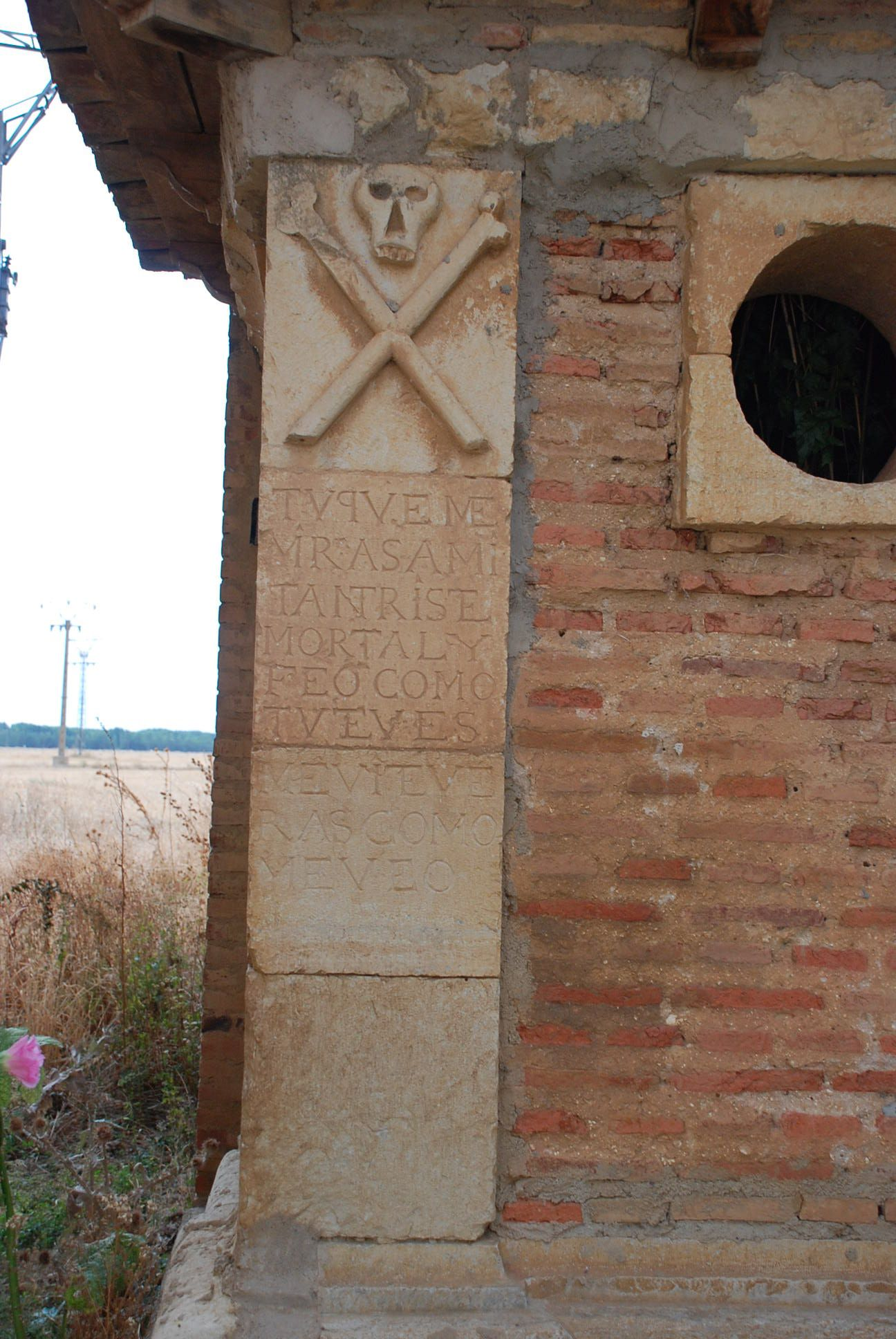
Detalle del Osario de la Iglesia de San Andrés Apóstol, primera pilastra: TV QVE ME MIRAS A MI TAN TRISTE MORTAL Y FEO COMO TV TE VES ME VI TE VERAS COMO ME VEO. Villavega de Castrillo (Palencia, Castilla y León).
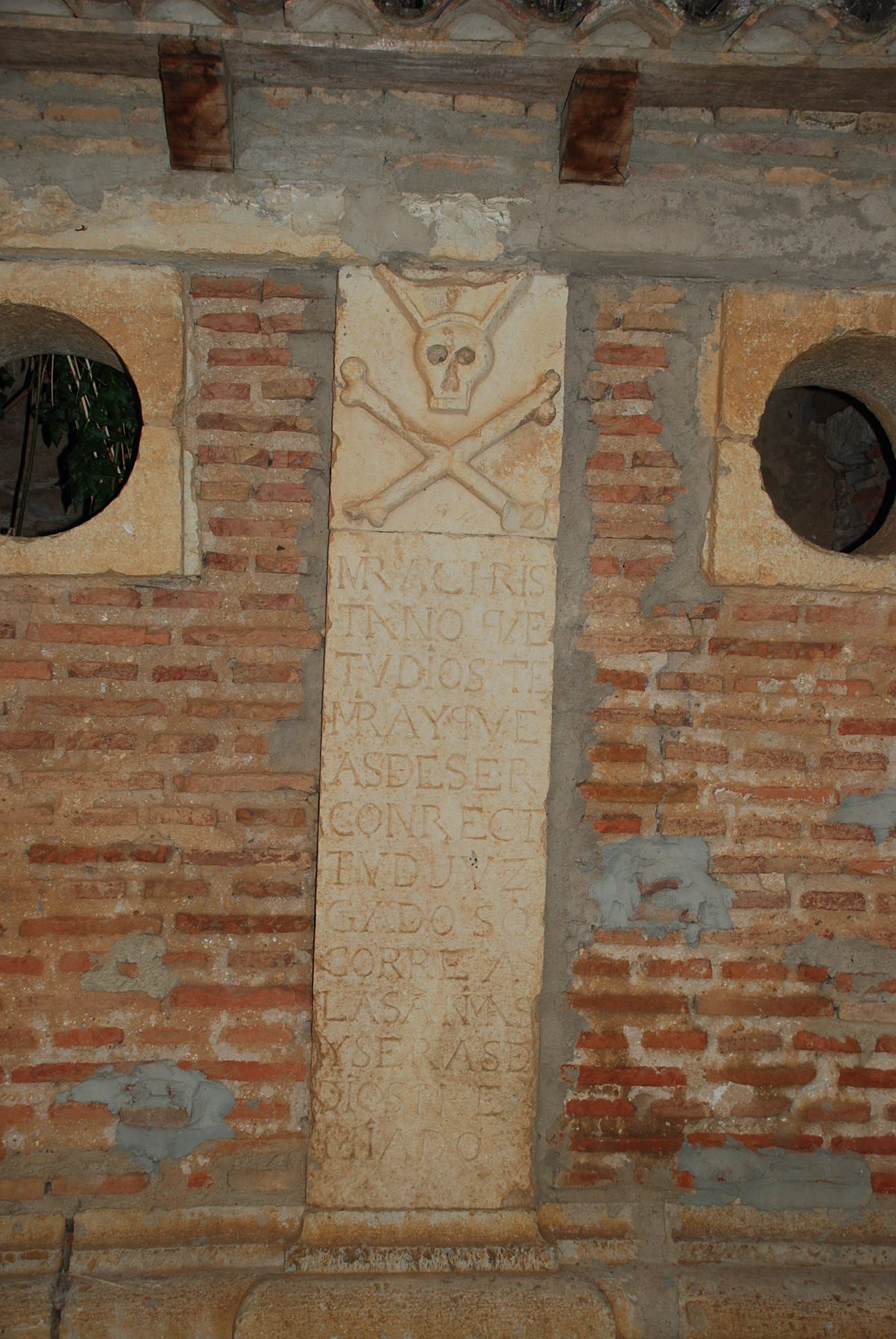
Detalle del Osario de la Iglesia de San Andrés Apóstol, segunda pilastra: MIRA CHRISTIANO QVE TV DIOS TE MIRA Y QVE AS DE SER CON RECTITVD JVZGADO SOCORRE A LAS ANIMAS Y SERAS DE DIOS PREMIADO. Villavega de Castrillo (Palencia, Castilla y León).
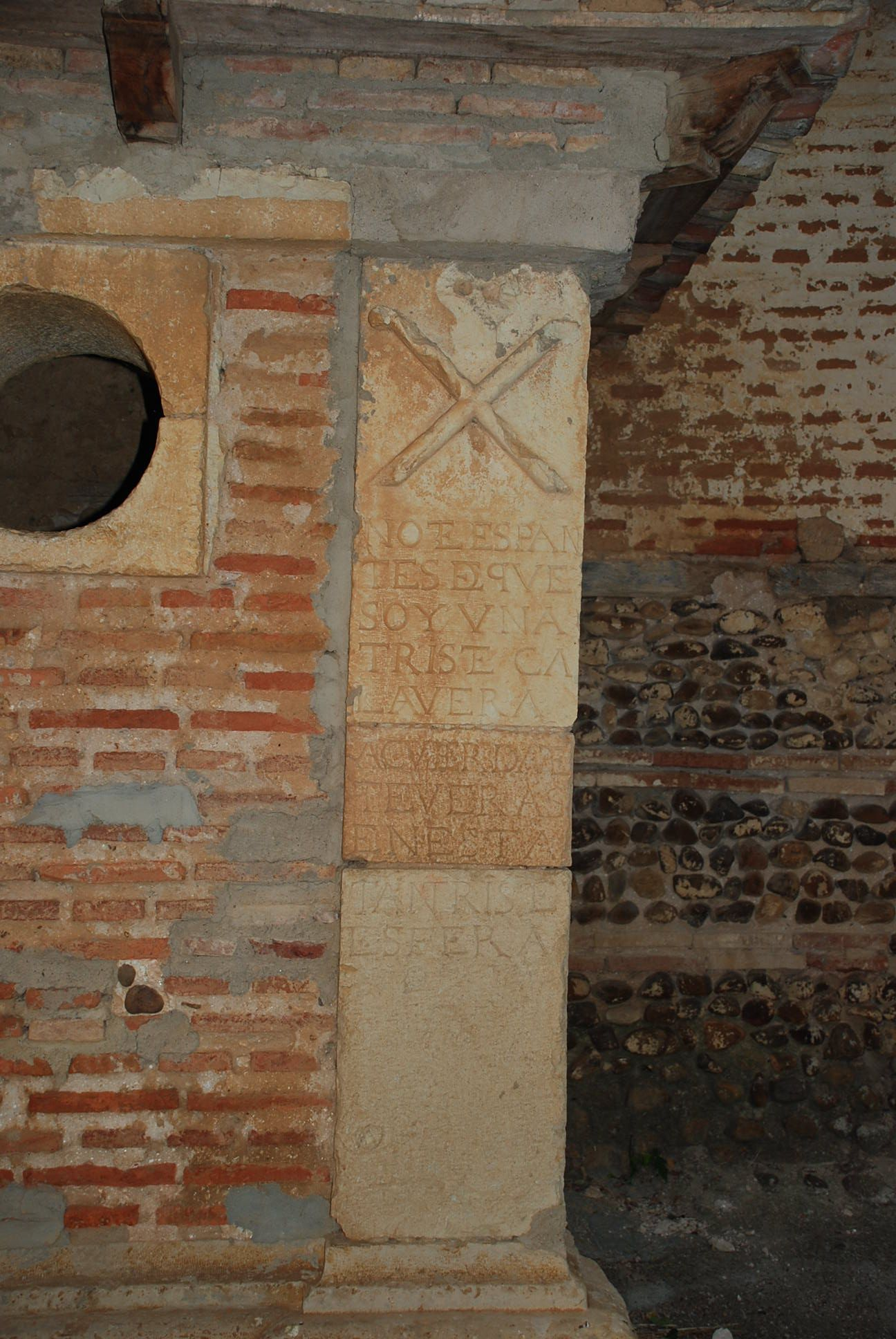
Detalle del Osario de la Iglesia de San Andrés Apóstol, tercera pilastra: NO TE ESPANTES DE QVE SOY VNA TRISTE CALAVERA ACVERDATE TE VERAS EN ESTA TAN TRISTE ESFERA. Villavega de Castrillo (Palencia, Castilla y León).

- Datos: Q6162997
- Multimedia: Villavega de Castrillo / Q6162997